# Петербургский меридиан

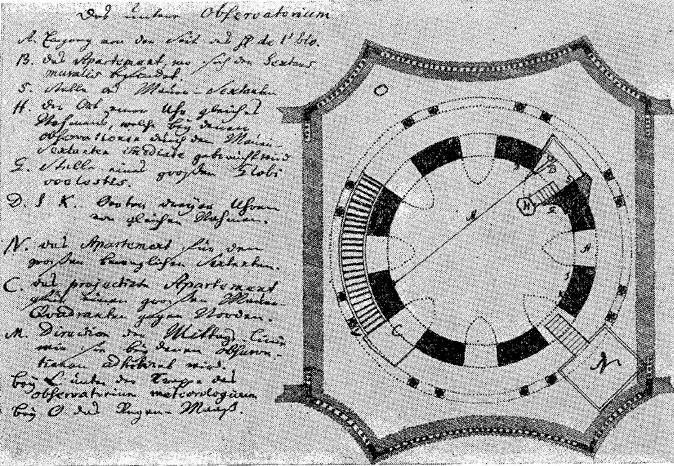
План четвёртого этажа башни Астрономической обсерватории Петербургской Академии наук 1737—1738 г. М. Направление полуденной линии, как она бывает установлена при наблюдениях

Петербургский меридиан — меридиан, проходящий изначально через Астрономическую обсерваторию Петербургской Академии наук, которая располагалась на трёх этажах башни здания Кунсткамеры в начале XVIII века. Координаты здания обсерватории — 59°56′30″ с. ш. 30°18′16″ в. д..
Знак меридиана представлял собой натянутую от стены к стене помещения в направлении север-юг проволоку на четвёртом этаже башни. Петербургский меридиан — предок Пулковского меридиана из-за переезда обсерватории в XIX веке.
Меридиан использовался в качестве нулевого меридиана для отсчёта географической долготы на картах Российской империи до появления Пулковского меридиана. Уже в начале сороковых годов XVIII века стали появляться карты с долготами от Петербурга. Среди дошедших до нас русских рукописных карт XVIII века имеется, например, «Ландкарта течения реки Самары и реки Яика» (копированная в январе 1741 года студентом Михайлой Ковриным), на которой долготы были уже от Петербурга.
Для населения также создавались таблицы будущего прохождения Луны через Петербургский меридиан и печатались в месяцословах. Зная точные координаты своей местности, по этим таблицам можно было точно устанавливать часы по Луне при отсутствии солнечных дней.
В начале семидесятых годов XVIII века для русских геодезистов и картографов стало особо необходимым точное определение положения Петербургского меридиана для тщательной поверки магнитных стрелок на геодезических инструментах. В 1772—1774 годах был установлен другой знак Петербургского меридиана Дьяковым в виде каменного столба с плитой и солнечными часами «для поверения северной точки» неподалёку от павильона с Большим Готторпским (академическим) глобусом на площади перед зданием Двенадцати коллегий, там же на стрелке Васильевского острова.
В июне 1789 года профессор Вольфганг Людвиг Крафт сделал открытие. Он установил, что считавшееся до того времени для Петербурга почти неизменным магнитное склонение «за последние годы претерпело увеличение более чем на четыре градуса». Крафт, чтобы окончательно в том убедиться, предложил «установить на берегу Невы, перед обсерваторией, мраморную плиту и нанести на ней, со всей требуемой точностью, линию меридиана, чтобы иметь возможность регулярно наблюдать магнитное склонение и его изменение». Потом он выбрал другое место для установки этой плиты, а именно где раньше стоял столб Дьякова. Плита Крафта простояла до 1828 года, после чего была снесена и по неофициальной информации поставлена ближе к зданию Двенадцати коллегий.